# Cerro Wila Salla
Cerro Wila Salla är ett berg i Bolivia.   Det ligger i departementet Potosí, i den centrala delen av landet, 80 km väster om huvudstaden Sucre. Toppen på Cerro Wila Salla är 4 771 meter över havet, eller 192 meter över den omgivande terrängen. Bredden vid basen är 3,1 km.
Terrängen runt Cerro Wila Salla är huvudsakligen kuperad, men åt sydost är den bergig. Runt Cerro Wila Salla är det ganska glesbefolkat, med 48 invånare per kvadratkilometer.. Närmaste större samhälle är Tinguipaya, 17,5 km öster om Cerro Wila Salla.
Omgivningarna runt Cerro Wila Salla är i huvudsak ett öppet busklandskap.